# 준천사실
《준천사실》(濬川事實)은 경진년(영조 26년, 1760년)에 영조의 명으로 시행한, 청계천 준설을 기록한 책이다. 준설의 경위와 상세한 내용이 적혀 있다.
영조실록에 따르면 영조 36년 3월 16일 신유 4번째 기사에 다음과 같이 서술되어 있다.
濬川之策, 亦難摸捉, 今後庶知頭緖。 旣命成一小編, 名曰《濬川事實》, 編成後序文將製下。 而若無繼飭之道, 前功可惜, 依堤堰司例, 兵判判尹三軍門大將, 例兼濬川司, 三軍門參軍, 兼濬川郞, 曾經參軍, 然後先擬摠府事, 申飭銓曹。
준천에 대한 방책은 역시 세우기 어렵다 할 수 있으나 이제는 거의 실마리를 알 것 같다. 이전에 작은 책 하나를 만들도록 명하여 《준천사실》이라 이름을 붙이니 책이 갖추어진 뒤에는 서문을 하필하겠다. 그런데도 만약 계속하여 바로잡는 길이 없다면 전에 쌓은 공로가 몹시 아까울 터이니, 제언사(堤堰司)의 예를 좇아 병조 판서·한성 판윤·삼군문대장이 준천사(濬川司)를 겸임하도록 하고, 삼군문참군이 준천랑(濬川郞)을 겸임하되, 참군을 역임한 다음에 우선으로 총부(摠府)에 의망할 것을 전조(銓曹)에 신칙하라.

## 언급된 하천

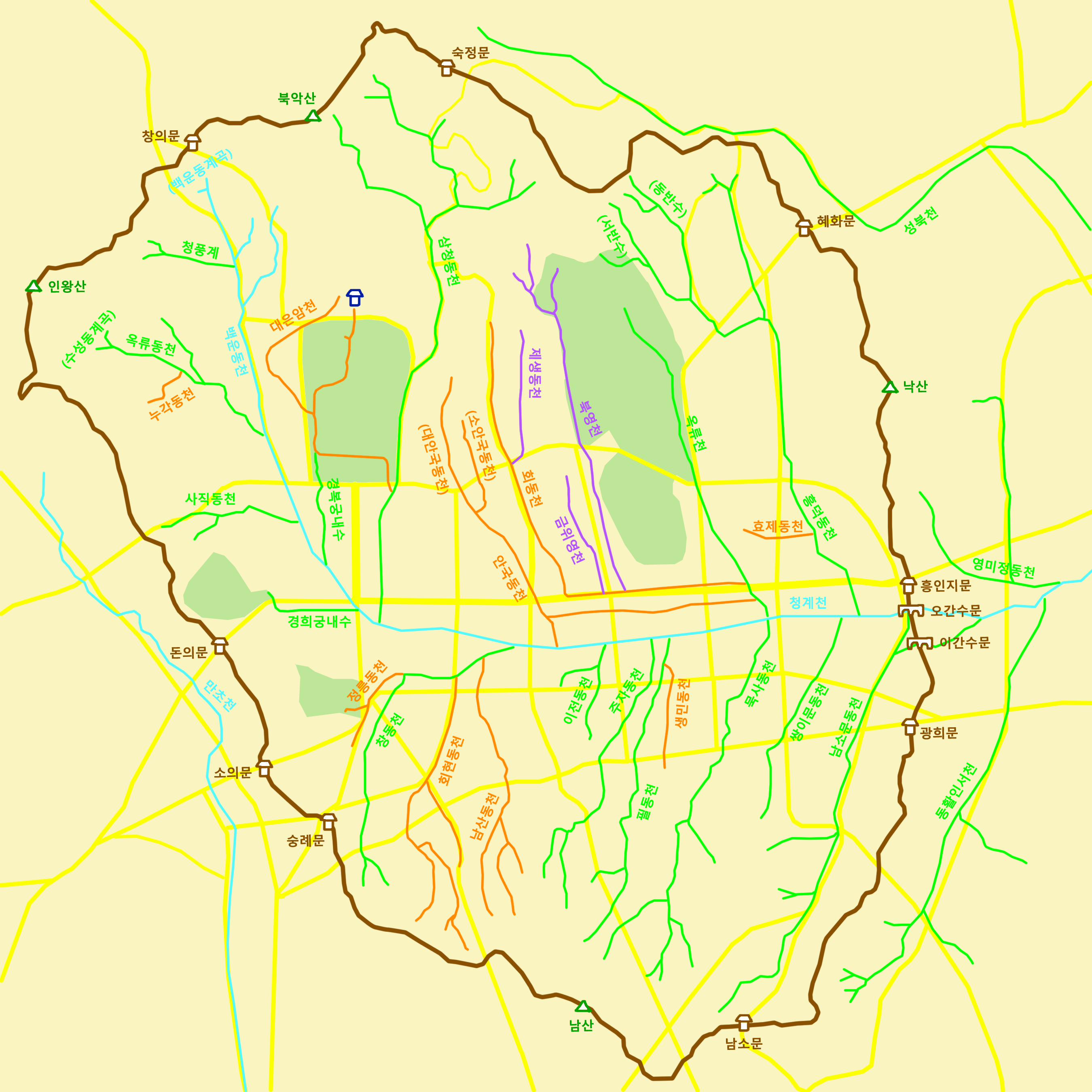
한양도성 지도

- 경복궁내수
- 경희궁내수
- 안국동천
- 정릉동천
- 필동천
- 남산동천
- 이전동천
- 북영천
- 백운동천
- 삼청동천
- 옥류천
- 창동천
- 묵사동천
- 남소문동천
- 옥류동천
- 쌍이문동천
- 대은암천
- 흥덕동천